# Реки Монголии
Реки Монголии. В данной статье приведен список рек Монголии, расположенные географически в бассейнах рек Енисея (реки, впадающие в Северный Ледовитый океан) и Амура (впадающие в Охотское море), а также реки внутреннего стока.

## Бассейн Северного Ледовитого океана
- Реки, впадающие в озеро Байкал
  - Селенга (Сэлэнгэ гол или Сэлэнгэ мөрөн) впадает в озеро Байкал
    - Чикой (река)
      - Менза

    - Джида (Россия)
      - Желтура (река) (Зэлтэрийн гол)

    - Орхон (Орхон гол)
      -         - Ерее-Гол
        - Шарын-Гол

      - Туул (Туул гол)
      - Тамир-Гол (Тамир гол)
      - Хараа-Гол

    - Эгийн-Гол (Эгийн гол)
      - Уурэ-Гол (Үүр гол)
        - Уйлган-Гол
        - Аригийн-Гол

    - Хануйн-Гол
    - Идэр (Идэрийн гол)
      - Чулуутын-Гол (Чулуут гол, «Каменная»)
        - Суман (Суман гол)

    - Дэлгэр-Мурен (Дэлгэрмөрөн, «Широкая»)
      - Бэлтэсийн-Гол
      - Бугсэй-Гол
- Енисей (Россия)
  - Малый Енисей (Россия) (Кызыл-Хем, Шишгит-Гол (Шишхид-Гол), Бахтахын-Гол)
- Обь (Россия)
  - Иртыш (Россия)
    - Чёрный Иртыш (Китай)
      - Джелты (Китай)
        - Ёлт-Гол (монг. Ёлт гол)
        - Дунца-Хэ (Китай)
          - Батласа-Хэ
          - Кэдэий-Лэкэяхэ

## Бассейн Тихого океана
- Река Амур
  - Шилка
    - Онон (Онон гол)

  - Аргунь
    - Озеро Далайнор
      - Керулен (Хэрлэн гол)
      - Халхин-Гол (Халх гол)

## Реки внутреннего стока

### Улаан-Нур
- Онги-Гол

### Котловина Больших Озёр

#### Хар-Ус-Нуур
- Ховд (Кобдо-Гол)

#### Убсунурская котловина
Реки, впадающие в Убсу-Нур
- Хархираа-Гол
- Сангил-Гол
- Зуунэ-Туруун-Гол
- Нарийн-Гол
- Тес-Хем (Тэсийн гол)
  - Шаварыг-Гол
  - Хачигийн-Гол

#### Айраг-Нур
- Завхан (Дзабхан-Гол)
  - Тээл Гол, вытекает из Хар-Нуур

## Хар-Нуур
- - Чоно-Харайх, вытекает из озера Хар-Ус-Нуур

### Улюнгур
- Булган-Гол

## Также реки
Уджигийн-Гол, Дзалагийн-Гол, Асгатын-Гол, Элэтийн-Гол, Джарантайн-Гол, Хара-Ус-Гол, Буря-Гол, Хосын-Гол, Дзайгал-Гол, Хачигийн-Гол.